# Hvězda (letohrádek)
Letohrádek Hvězda (německy Schloss Stern) je renesanční letohrádek v oboře Hvězda v Praze-Liboci, vzdálený asi 7 km západně od středu města v městské části Praha 6. Je originálním příkladem české renesanční architektury.

## Historie

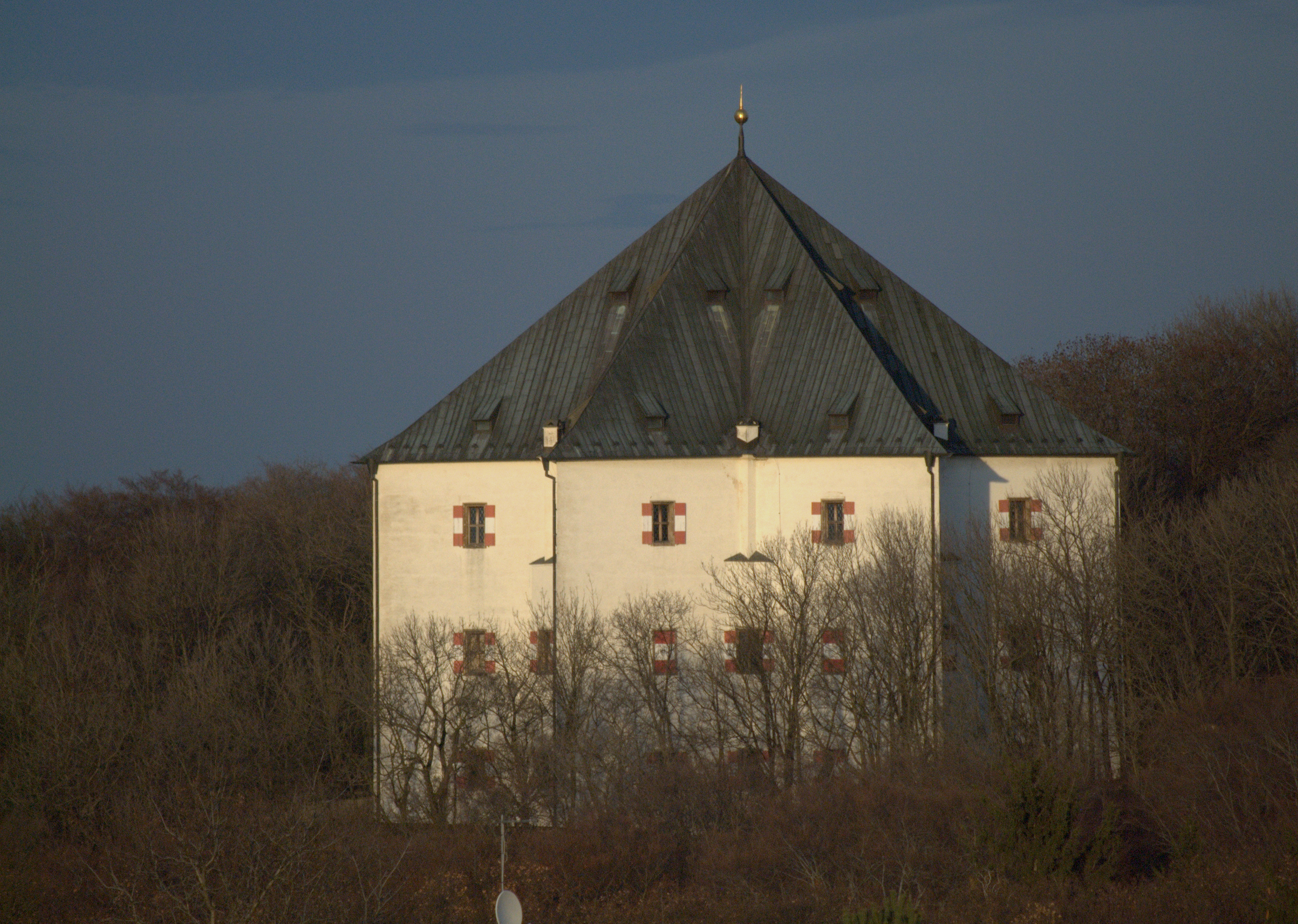
Pohled na letohrádek a oboru z Bílé Hory

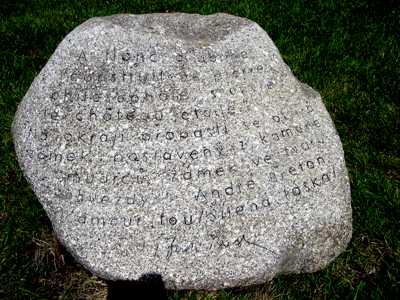
Kámen s citátem A. Bretona. Foto: Jana Stejskalová

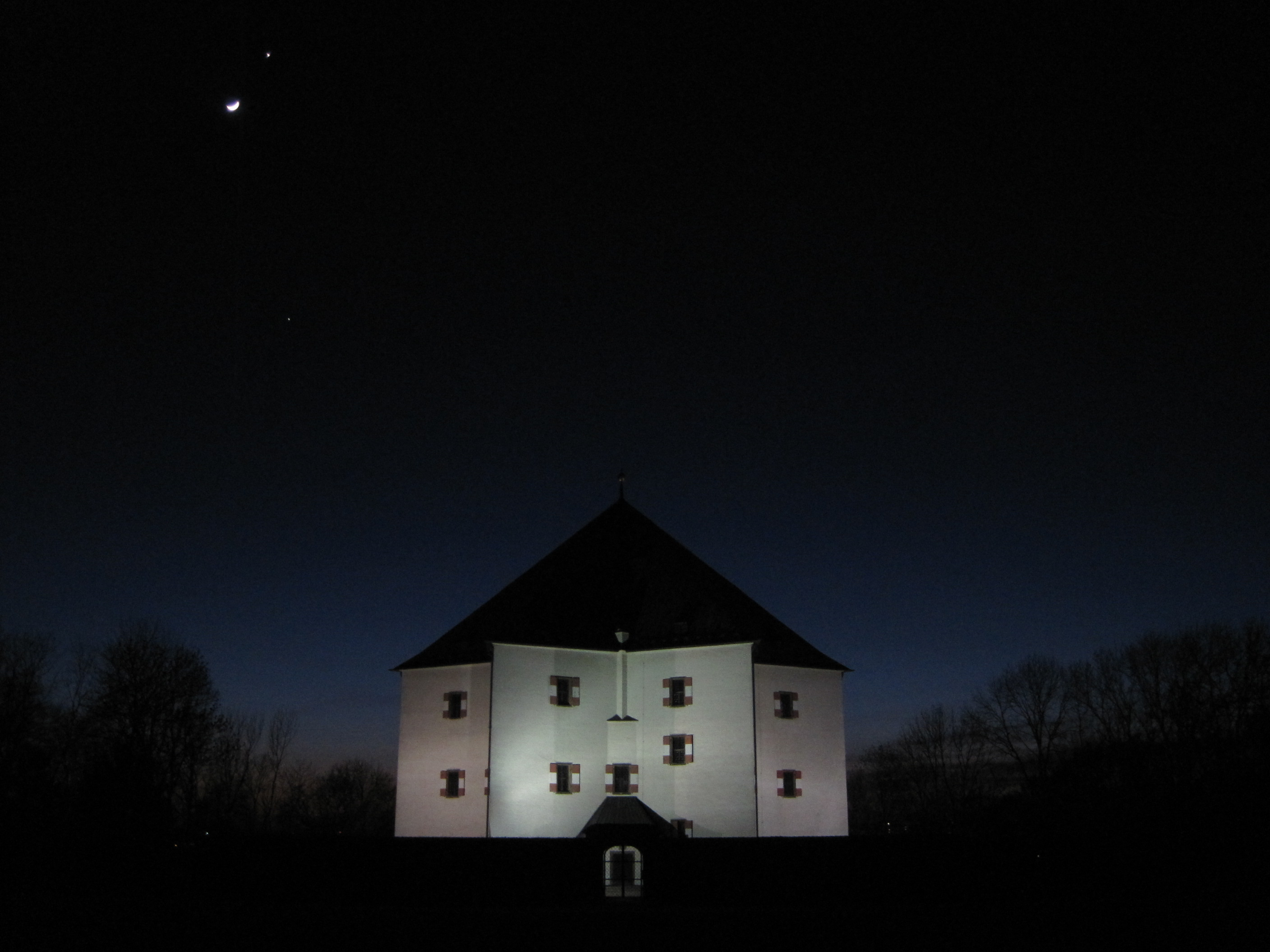
Letohrádek Hvězda v noci

Oboru Hvězda v lese Malejově nad vsí Liboc zřídil roku 1530 král Ferdinand I., který ji později nechal obehnat zdí. Tehdy byla ještě zvána prostě Nová královská obora.
Letohrádek Hvězda byl postaven v letech 1555 až 1556 podle plánů králova mladšího syna, rakouského arcivévody Ferdinanda Tyrolského, dlouholetého místodržícího v Čechách. Ferdinand Tyrolský sám položil základní kámen k letohrádku 27. června 1555. Stavbu prováděli nejprve Juan Maria Avostalis del Pambio a Giovanni Lucchese, po nich Hans Tirol a Bonifác Wolmut.
Letohrádek byl v roce 1952 přestavěn a do roku 1996 zde bylo Muzeum A. Jiráska a M. Alše. V roce 1962 byl zařazen na seznam národních kulturních památek.
U příležitosti výstavy k 450. výročí založení letohrádku v roce 2005, byl v areálu instalován pamětní kámen,
připomínající návštěvu francouzského surrealisty André Bretona v roce 1934, s úryvkem z jeho románu L'amour fou / Šílená láska a vytesaným autografem:
À flanc d'abîme, construit en pierre philosophale, s'ouvre le château étoilé.

Na okraji propasti se otvírá zámek, postavený z kamene mudrců, zámek ve tvaru hvězdy.
(přeložil Zbyněk Havlíček)

## Popis
Dvoupatrový letohrádek na unikátním půdorysu šesticípé hvězdy (díky kterému získal své jméno) patří do skupiny tzv. filosofických staveb a uvnitř vyniká bohatou štukovou výzdobou. V současné době je zpřístupněn veřejnosti a uvnitř je umístěna expozice o bitvě na Bílé hoře, která se odehrála nedaleko od obory.
| „                 | [1600] Odtud jsme odjeli si prohlédnout Hvězdu, což je zámek uprostřed parku, který náleží císaři. Zámek je zbudován v podobě hvězdy a má tři podlaží, z nichž prvé a druhé se navzájem podobají; je v nich po šesti místnostech se šesti chodbami, jež je spojují, kdežto poschodí třetí tvoří jediná veliká síň bez jediného sloupu, rovněž ve tvaru hvězdy. Aleje parku jsou převelice široké a je tam velké množství zvěře, mezi jiným divocí tuři nadměrné velikosti a černé srsti. | “ |
| — Pierre Bergeron | |   |